# رایانه رومیزی

نمای کلی یک رایانه رومیزی.

رایانه رومیزی یا کامپیوتر دسکتاپ یا دسکتاپ (به انگلیسی: Desktop computer)، یک دستگاه الکترونیکی است که داده‌های خام را به داده‌های قابل فهم تبدیل می‌کند و برای استفاده روی میز در منزل یا محل کار ساخته شده‌است و با رایانه‌های قابل حمل مثل لپ‌تاپ‌ها و PDAها فرق می‌کند. به رایانه رومیزی، میکروکامپیوتر (Microcomputer) هم می‌گویند. چهار نوع رایانه رومیزی وجود دارد: رایانه خانگی، یا رایانه شخصی، واحدهای کاری work station، سرورهای اینترنتی و رایانه‌های خاص مخابراتی.
رایانه‌های رومیزی از نظر قیمت معقول‌ترین و قابل تهیه‌ترین هستند و هم در کار، هم در منزل و هم در مدارس حضور دارند و برای انجام وظایف اداری، سازمان دهی تصاویر دیجیتال، تدوین ویدئویی و دسترسی به اینترنت استفاده می‌شوند. تقریباً تمام رایانه‌های رومیزی از بخش‌هایی تشکیل شده‌اند که می‌توان به راحتی جایگزین یا به روزشان کرد.
رایانه‌های رومیزی انواع مختلف جعبه رایانه دارند از انواع بزرگ عمودی تا مدل‌های کوچک که می‌توان پشت نمایشگر LCD پنهان شان کرد.
رایانه‌های رومیزی معمولاً به یک ورودی برق متصل می‌شوند.

## تاریخچه
چرتکه را پدر رایانه می‌خوانند. رایانه‌های رومیزی در سال‌های دههٔ ۱۹۷۰ و ۱۹۹۰ بسیار تولید شدند. یکی از آن‌ها ماشین حساب قابل برنامه‌ریزی و گران‌قیمت و سطح بالای ساختهٔ hp بود به نام hp۹۸۳۰ که یک صفحه کلید، یک سیستم‌عامل basic خاص hp بر اساس ROM، درایو کاست، نمایشگر ال‌ئی‌دی ۳۲ کاراکتری و یک پرینتر سریع در آن دور هم جمع شده بودند و می‌توانست یک پلاتر گرافیکی را هم به کار گیرد. یک واحد تجاری در لاولند در کلرادو هست که این محصولات‌ها را تولید می‌کند و آن را «شعبهٔ رایانه رومیزی» hp می‌خوانند. IBM5100, Wang۲۲۰۰ و Tektronix۴۰۵۱ رایانه‌های سرهم شده‌ای بودند که برخی از آن‌ها رشد کردند و تبدیل به واحدهای علمی یا رایانه‌های کاری-تجاری کوچک شدند.
به جعبه‌های تشکیل شده از قطعات متعدد و مختلف که به حافظه و ترمینال خارجی نیاز داشتند میکرو کامپیوتر نام دادند تا از مینفریم‌ها و مینی کامپیوترهای دیگری که در آن زمان از شرکت‌های بزرگ رایانه‌ای قابل تهیه بودند تفاوت داشته باشند. در ۱۹۷۵ محصول Mits Alair ۸۸۰۰ اولین رایانه رومیزی آمادهٔ تحویل و سر هم شده وارد شد. به خاطر طراحی خاص این رایانه که برای سرگرمی آماده شده بود تقاضا و بهره‌وری آن را محدود کرد و در ۱۹۷۷ سه رایانه به صورت تقریباً هم‌زمان وارد بازار رایانه آمریکا شدند که به عنوان نسل‌های قبلی رایانه‌های امروزی قابل ذکر هستند: Apple II، کومودور PET و Tandy TRS-۸۰. هر کدام از این ماشین‌ها برای استانداردهای امروز زیادی نامناسب و سطح پایین هستند؛ مثلاً TRS-۸۰ که یک صفحه نمایش سبز ۱۲ اینچی فسفری، یک جعبهٔ امتداد (expansion box) با دوازده کیلوبایت حافظه، یک صفحه کلید و یک ضبط‌کنندهٔ نوار داشت. حدود ۶۹۵ دلار هم به فروش رسید. این رایانه‌ها هم چنین یک حافظهٔ نمایشی، یک صفحه کلید و گاهی حافظه و CRT را در یک واحد دور هم جمع می‌کردند.
در سال‌های دههٔ ۱۹۸۰ رایانه‌های دسکتاپ جای بیشتری در جامعه برای خود باز کرد. طیف گسترده مشتریان از بزرگ‌ترین شرکت‌ها تا کاربران خانگی رایانه را برای کارشان مفید دیدند و جنبه‌های جالب تری در آن کشف کردند. فروش آن بسیار بالا رفت و در نهایت هم با ورود اینترنت به عرصه در میانه دهه ۱۹۹۰ رایانه رومیزی در همه جای دنیای ما راه یافت.

## سخت‌افزار
جزئیات یک رایانه رومیزی شکافته شده:
- نمایشگر
- مادربورد (بورد اصلی)
- سی‌پی‌یو (میکروپروسسور)
- حافظه اولیه (رَم)

- کارت بسط (یا کارت گسترشی مانند: کارت گرافیکی و کارت صدا)
- منبع تغذیه
- دیسک‌گردان نوری (ODD)
- حافظه ثانویه (دیسک سخت)
- صفحه کلید (کیبورد)
- موشواره

سخت‌افزار رایانه خانگی، قطعه‌ای است طوری که فردی با دانش معمولی در مورد رایانه می‌تواند محتویات آن را تغییر دهد. قیمت رایانه‌های رومیزی متعادل تر از نوت بوک است چرا که برای به حداقل رساندن حجم قطعات و پیدا کردن راهی برای حل مسائل مربوط به مدیریت گرمای حاصل از استفاده از قطعات در یک محیط بسته و فشرده تلاشی صورت نمی‌گیرد.

### قطعات

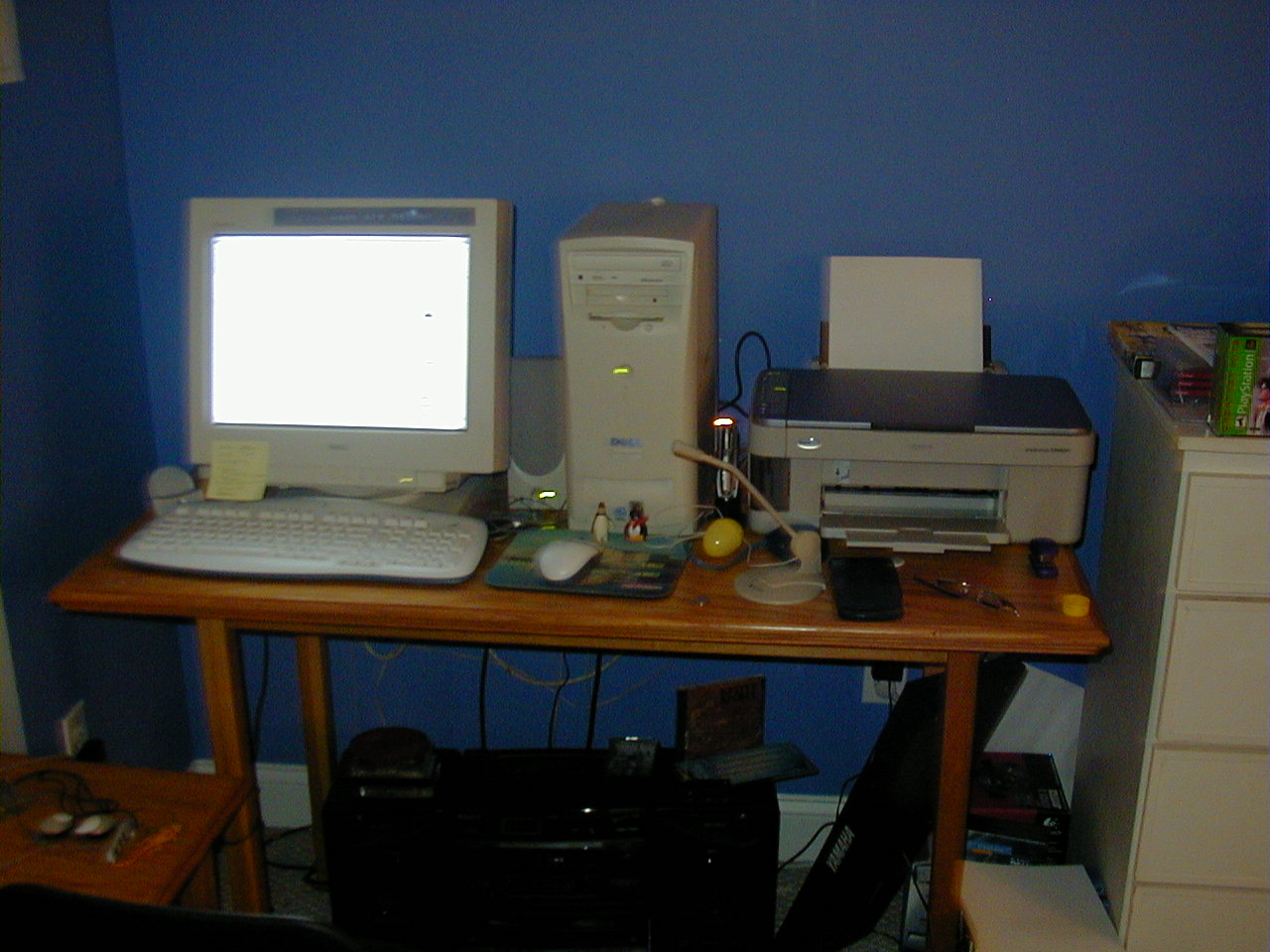
یک رایانه رومیزی به همراه متعلقاتش مشتمل بر نمایشگر، چاپگر، صفحه کلید، موشواره

- پروانه: رایانه را خنک می‌کند. فن‌ها در همه رایانه‌ها حضور دارند و معمولاً هم بیش از یکی وجود دارد. یکی پردازنده را خنک می‌کند و یکی کنار جعبه تغذیه‌می باشد و احتمال دارد تعدادی هم برای خنک کردن کارت گرافیک یا کل دستگاه وجود داشته باشد.
- مادربرد (یا مین برد-برداصلی-main board) همه قطعات تشکیل دهنده را به هم وصل می‌کند و دیتا را رهنمایی و مسیردهی می‌نماید.
- hdd (درایو دیسک سخت) مکانی است برای ذخیره اطلاعات حتی وقتی دستگاه خاموش است.
- odd (درایو دیسک نوری) می‌تواند تمام یا بیشتر سی دی‌ها و دی وی دی‌ها را بخواند.
- پردازنده – مغز اصلی رایانه است.
- خنک‌کننده cpu – پردازنده را خنک می‌کند و معمولاً یک پروانه دارد و یک heat sink
- حافظهٔ کوتاه مدت و ناپایدار که با خاموش شدن رایانه از بین می‌رود.
- کارت گرافیک – محصولات ویدئویی را کد بندی کرده به نمایشگر تحویل می‌دهد.
- کارت فیزیکی – محاسبات فیزیکی را در برخی بازی‌های جدید انجام می‌دهد.
- کارت صدا – محصولات صوتی را کد بندی می‌کند و به بلندگوها تحویل می‌دهد.
- بلندگوها – صدا را تحویل می‌دهد.
- مودم – برای دست رسی به اطلاعات از طریق خط تلفن (اتصال تلفنیdial-up) برای دسترسی به BBS و اینترنت.
- کارت شبکه – هر رایانه را به سایر رایانه‌های شبکه ربط می‌دهد تا بتواند با آن‌ها ارتباط برقرار کند. می‌توان با آن با اتصال باند پهن به اینترنت وصل شد.
- PSU رایانه- واحد تأمین برق وسیله‌ای است که به قطعات رایانه برق می‌رساند.
- case - تمام قطعات درون قاب کازه متصل شده‌اند.

### درگاه‌ها
همه رایانه‌های رومیزی درگاه‌هایی دارند که وسایل خارجی مثل نمایشگرها صفحه کلیدها، چاپگرها و اسکنرها از طریق آن به رایانه متصل می‌شوند. باس سریال جهانی (usb) برای اکثر وسایل جانبی به کار می‌رود و طوری طراحی شده‌است که جهانی باشد و به درد هر وسیله‌ای بخورد.
اترنتEthernet - برای تشکیل شبکه و اتصال باند پهن به اینترنت استفاده می‌شود.
مودم – برای دسترسی به اطلاعات از طریق خط تلفن (یعنی اتصال اینترنتیdial-up) البته کم‌کم با حذف فناوری dial-up در برابر اتصالات باندپهن کم‌کم آن هم جایگاه خود را از دست می‌دهد.
جک هدفون – برای اتصال وسایل صوتی (که می‌توان USBهم به جای آن استفاده کرد).
سریال – برای اتصال هر وسیله‌ای که از پارالل استفاده می‌کند. به جای این‌ها هم از USB استفاده می‌شود.
PS/۲ – برای موس‌ها و صفحه کلیدها به کار می‌رود. به جای این‌ها هم دیگر از USB استفاده می‌شود.
ویدئو (VGA) – برای اتصال نمایشگر / پروژکتور سیگنال آنالوگ
اینترفیس (ظاهر) ویدئویی دیجیتال(DVI) برای اتصال نمایشگر است اما فرمت دیجیتال سیگنال را حفظ می‌کند. معمولاً در LCDها استفاده می‌شود.
منبع تغذیه (power) برای اتصال به کابل برق
فایروایر/IEEE۱۳۹۴ برای اتصال درایوهای سخت خارجی و دوربین‌های دستی
کارت خوان – برای خواندن کارت‌های فلش مموری دوربین‌های دیجیتال، گوشی‌های تلفنی و پخش‌کننده‌های موسیقی و…

## رایانه شخصی یکپارچه

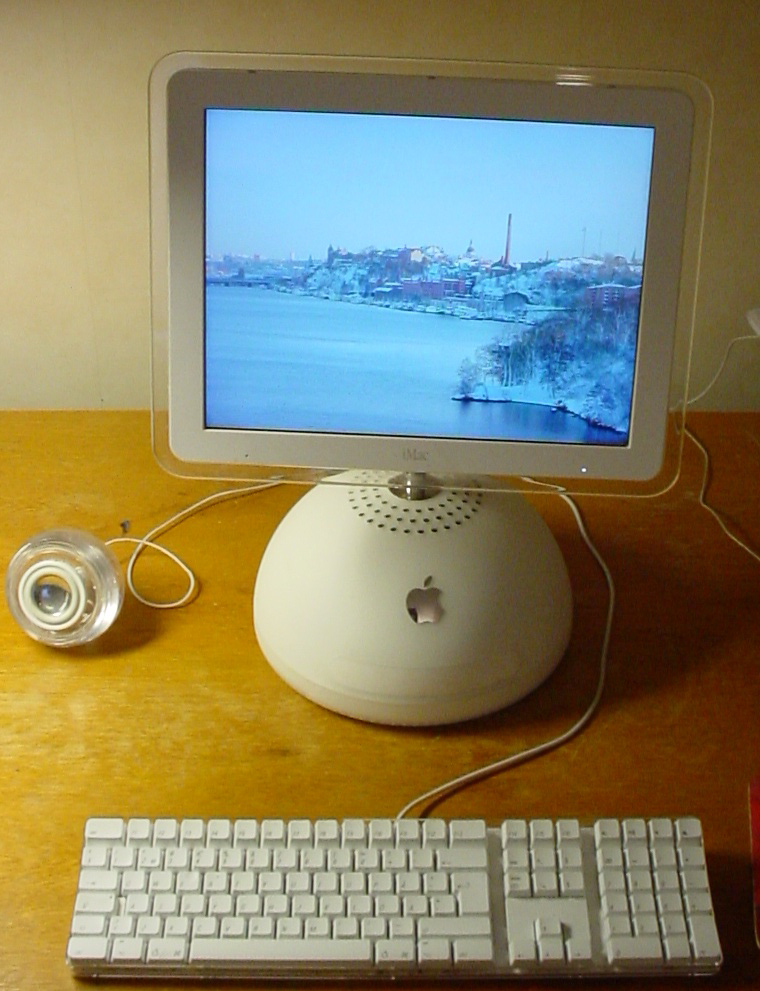
یک رایانه شخصی یکپارچه (All-in-one) شرکت اپل (مدل آی‌مک جی۴.

رایانه شخصی یکپارچه (All-in-one PC) به رایانه‌های رومیزی گفته می‌شود که نمایشگر آن به کیسی که پردازشگر و دیگر قطعات اصلی رایانه در آن قرار دارد، متصل است. رایانه اصلی (اوریجینال) مکینتاش اواسط دهه هشتاد میلادی و همچنین آی‌مک اواخر دهه ۹۰ و دهه اول قرن جدید شرکت اپل از رایانه‌های محبوب این گروه هستند. این نوع رایانه‌ها بیشتر از رایانه‌های رومیزی معمولی قابل حمل می‌باشند و فضای کمتری از میز را اشغال می‌کنند اما در زمینه ارتقاء کیفیت برای بالا بردن توانایی شان بسیار محدودند. گرچه تاحدودی این مشکلات در رایانه‌های یکپارچه جدیدتر رفع شده‌است.